# تود غراهام
تود غراهام (بالإنجليزية: Todd Graham)‏ هو لاعب كرة قدم أمريكية أمريكي، ولد في 5 ديسمبر 1964 في مسكيت في الولايات المتحدة.